# Bioterrorismo

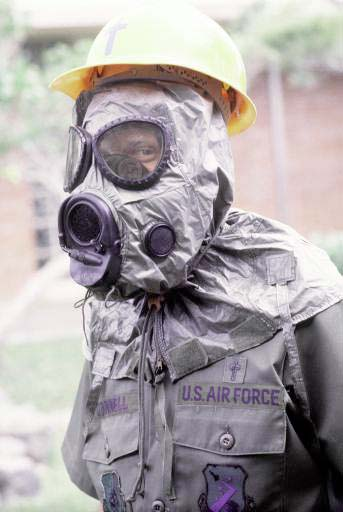
Aviador de Estados Unidos usando una máscara de gas nuclear, biológica y química M-17

Bioterrorismo es el término utilizado para definir el empleo criminal de microorganismos patógenos, toxinas o sustancias dañinas contra la población con el propósito de generar enfermedad, muerte, pánico y terror.
Este término también es utilizado para denominar la introducción de material biológico con agentes fitopatógenos, enfermedades cuadragenarias, insumos químicos o cualquier otro tipo de material en un país, con la intención de atentar contra la vida y la salud de las personas. Para ver el uso de este método en guerras, revisar guerra biológica.

## Definición
De acuerdo con los Centros para el Control y Prevención de Enfermedades de los Estados Unidos, un ataque "bioterrorista" es la deliberada liberación de virus, bacterias, toxinas u otros agentes perjudiciales utilizados para causar enfermedades o la muerte en humanos, animales y/o plantas. Estos agentes son normalmente encontrados en la naturaleza, pero es posible que pudieran ser mutados o alterados para incrementar su habilidad de causar enfermedades, haciéndolos resistentes a medicamentos o incrementando su habilidad para esparcirse en el medio ambiente. Los agentes biológicos pueden ser propagados a través del aire, agua, comida, etc.
El uso de agentes biológicos por los terroristas, se ha dado principalmente debido a que estos son difíciles de detectar y tardan varias horas o días en dar efecto a su enfermedad. Algunos agentes bioterroristas, como el virus de la Viruela, pueden ser liberados de persona a persona y algunos otros, como el carbunco  se transmiten en forma de esporas en el ambiente. El bioterrorismo es un arma atractiva porque los agentes biológicos son relativamente baratos y fáciles de conseguir, pueden ser fácilmente diseminados y causar un extendido miedo y pánico más allá del daño físico. Sin embargo, líderes militares han aprendido que el bioterrorismo tiene fuertes limitaciones; es difícil emplear un arma biológica de una forma que solo afecte al enemigo y no a las fuerzas aliadas.
Tecnólogos como Bill Joy han advertido del poder potencial que la ingeniería genética puede regalar al futuro del bioterrorismo. El uso de agentes biológicos que no causen daño en los humanos pero puedan interrumpir el orden de la Economía, ha sido discutido. Un patógeno altamente relevante en este contexto es la Fiebre aftosa humana causada por un virus que puede causar daños económicos y preocupación pública, así como se presenció en el brote de fiebre aftosa del 2001 en el Reino Unido.

## Historia

### Siglo XX
Para cuando la Primera Guerra Mundial comenzó, se intentó utilizar carbunco (ántrax maligno) en poblaciones animales, lo que se probó ser inefectivo. Poco después de la Primera Guerra Mundial, Alemania lanzó una campaña de sabotaje biológico contra Estados Unidos, Rusia, Rumania y Francia. En ese momento, Anton Dilger vivía en Alemania, pero en 1915 fue enviado a los Estados Unidos cargando cultivos de muermos, una enfermedad virulenta para caballos y mulas. Dilger estableció un laboratorio en su hogar en Chevy Chase (Maryland). Utilizó estibadores que trabajaban en los muelles de Baltimore para infectar caballos con muermos mientras ellos esperaban a ser enviados en barco a Gran Bretaña. Dilger estaba bajo sospecha al ser un agente alemán, pero nunca fue arrestado. Finalmente se fue a Madrid, España, donde murió durante la Pandemia de gripe de 1918. En 1916, los rusos arrestaron a agentes alemanes con intenciones similares. Alemania y sus aliados infectaron caballos y muchas mulas de Rusia en la frontera Este. Estas acciones obstaculizaron la artillería y movimientos de las tropas, así como los envíos de suministros.
En 1927, la policía en Chicago arrestó a dos estudiantes, Allen Schwander y Stephen Pera, quienes planearon envenenar el agua de la ciudad con Tifoidea y otras bacterias. Schwander fundó un grupo terrorista, "R.I.S.E.", mientras que Pera recolectó y cuidó cultivos del hospital en el que trabajaba. Los dos hombres volaron a Cuba después de ser liberados de la cárcel. Schwander murió de causas naturales en 1974, mientras que Pera regresó a los Estados Unidos en 1975 y fue puesto bajo prueba.
El ataque bioterrorista osho de 1984: en el estado de Oregón, seguidores del Movimiento osho intentaron controlar una elección local incapacitando a la población de la zona. Esto se provocó infectando ensaladas en once restaurantes, productos en tiendas de comestibles y otros establecimientos públicos con la bacteria de Salmonella typhimurium en la ciudad de The Dalles. El ataque infectó a 721 personas con envenenamiento grave. No hubo casos fatales. Este incidente fue el primer y único ataque bioterrorista en Estados Unidos.
El caso de Aum Shinrikyō liberando ántrax en Kameido: en junio de 1993 el grupo seguidor de Aum Shinrikyō soltó ántrax en Tokio. Los testigos informaron de mal olor; el ataque fue un fracaso total, pues no afectó a ninguna persona debido a que se utilizó la cepa de la vacuna de esta bacteria. Las esporas recuperadas del ataque muestran que eran idénticas a la cepa de la vacuna para animales, las cuales hacen falta en los genes que causan una respuesta sintomática.

### Siglo XXI
Ataques con carbunco en 2001: En septiembre y octubre de 2001, las oficinas de algunos medios de comunicación y el congreso de los Estados Unidos recibieron cartas que contenían esporas de Bacillus anthracis. Veintidós personas contrajeron carbunco y cinco fallecieron.

## Tipos de Agentes
Bajo la actual ley estadounidense, los agentes biológicos que han sido declarados por el Departamento de Salud y Servicios Sociales de los Estados Unidos o el Departamento de Agricultura de los Estados Unidos que tienen el "potencial para ser una severa amenaza a la salud y seguridad pública", son oficialmente definidos como "Agentes Selectos".
Estos agentes se clasifican como A, B o C y administran el Programa de Agentes Selectos, los cuales regulan los laboratorios que pueden poseer, usar o transferir agentes selectos dentro de los Estados Unidos. Así como los Estados Unidos categorizan drogas dañinas, los diseños de virus no son aún categorizados y el H5N1 aviar ha demostrado lograr una alta mortalidad y la comunicación humana en un laboratorio.

### Categoría A
Estos agentes de alta prioridad tienen tal riesgo que alarmaría la seguridad nacional, son fácilmente transmitidos y diseminados, tienen un mayor potencial de impactar en la salud pública, pueden causar pánico o requerir acciones especiales para la preparación de la salud pública.
Tularemia o "Fiebre de los conejos" Tiene un bajo índice de muerte, sin embargo, puede causar severas incapacidades. Esta enfermedad es causada por las bacterias "Francisella tularensis", y puede ser contraída por el contacto con el pelaje, inhalación, ingestión de agua contaminada o por mordida de insectos. "Francisella tularensis" es una bacteria muy infecciosa. Un pequeño número (10-50 o más organismos) pueden provocar la enfermedad. Si "Francisella tularensis" fuera usada como arma, las bacterias serían soltadas en el aire por la exposición a la inhalación. La gente que inhala un aerosol infeccioso generalmente experimenta severas enfermedades respiratorias, incluyendo neumonía, infecciones sistemáticas u otras enfermedades que amenazan con muerte, si no son tratadas. Las bacterias que causan tularemia existen en la naturaleza y pueden ser aisladas y cultivadas en un laboratorio.
ÁntraxEl ántrax o carbunco es una enfermedad no contagiosa causada por una espora que forma la bacteria Bacillus anthracis. Existen vacunas para el ántrax pero requiere muchas inyecciones de uso estable. Cuando se diagnostica ántrax en una etapa temprana se puede curar con antibióticos como ciprofloxacino. Su primera incidencia en una guerra biológica fue cuando "luchadores de libertad" escandinavos suministrados por el Personal General Alemán, usaron ántrax con resultados desconocidos contra el Ejército Imperial Ruso en Finlandia en 1916. En 1993, el grupo Aum Shinrikyō usó ántrax en un intento fallido en Tokio sin fatalidades. El ántrax fue usado en el 2001 en varios ataques en los Estados Unidos, enviado por correo El ántrax es uno de los pocos agentes biológicos por el cual los empleados federales han sido vacunados. La cepa usada en el 2001 era idéntica a la cepa usada por Fort Detrick.
Viruela La viruela es un virus altamente contagioso. Se transmite fácilmente a través de la atmósfera y tiene un alto índice de mortalidad (20-40%). La viruela fue erradicada del mundo en los años setenta, gracias a un programa de vacunación mundial. De cualquier modo, algunos ejemplos de virus aún están disponibles en laboratorios de Rusia y Estados Unidos. Algunos creen que después del colapso de la Unión Soviética, cultivos de viruela se han vuelto disponibles en otros países. Aun cuando la gente nacida antes de 1970 haya sido vacunada de viruela, la efectividad de la vacuna está limitada a un nivel de inmunidad de 3 a 5 años. La protección de volverse a vacunar dura más tiempo. Como un arma biológica, la viruela es peligrosa por su naturaleza altamente contagiosa. También, el hecho de que haya una infrecuencia con las vacunas administradas entre la población general desde que se erradicó la enfermedad, dejaría a la mayor parte de la población desprotegida en caso de un brote. La viruela sucede solo en humanos, y no tiene vectores o posibles huéspedes exteriores.
Toxina botulínica La neurotoxina La toxina botulínica es una de las toxinas más mortíferas conocidas, y es producida por la bacteria Clostridium botulinum. Causa la muerte por una insuficiencia respiratoria y parálisis. Siendo además una toxina disponible mundialmente por sus aplicaciones cosméticas en inyecciones.
Peste pulmonar Esta plaga es una enfermedad causada por la bacteria Yersinia pestis. Los roedores son normalmente los huéspedes de esta plaga y la enfermedad es transmitida a humano por mordidas de pulgas y ocasionalmente por Bioaerosol en la forma de Peste neumónica. El padecimiento tiene historia como uso de arma en guerras biológicas, datando siglos atrás, y siendo considerada una amenaza por su facilidad de cultivo y habilidad de mantenerse en circulación a través de los roedores locales por un periodo largo de tiempo. La amenaza viene principalmente en forma de plaga neumónica (infección por inhalación) Fue el padecimiento que provocó la Muerte negra en la Europa Medieval.
Fiebre hemorrágica viral Esto incluye fiebre hemorrágica causada por miembros de la familia Filoviridae (Marburgvirus y Ébola), y por la familia Arenaviridae (por ejemplo Lassa Virus y Machupo Virus (Fiebre hemorrágica boliviana)). La Enfermedad por el virus del Ébola, en particular ha causado altos índices de muerte, desde el 25% al 90% con un promedio del 50%. No existe todavía una cura, aun cuando las vacunas están en desarrollo. La Unión Soviética investigó el uso de los filovirus para guerras biológicas, y el grupo seguidor de Aum Shinrikyō intentó obtener cultivos de Ébola sin éxito. La muerte provocada por el virus de Ébola se da debido a la falla en múltiples órganos internos y por Hipovolemia. Marbugvirus fue descubierto por primera vez en Alemania. No hay cura actualmente aparte del cuidado de apoyo. Los arenavirus tienen algún caso reducido de fatalidad comparado a enfermedades causadas por filovirus, pero son más ampliamente distribuidas, tanto en África y Sudamérica.

### Categoría B
Los agentes de categoría B son moderadamente fáciles de diseminar y tienen bajos índices de mortalidad.
- Brucelosis (Brucella species)[26]
- Toxina Epsilon de Clostridium perfringens
- Amenazas a la seguridad alimentaria (por ejemplo, Salmonella, E coli O157:H7, Shigella, Staphylococcus aureus).
- Muermo[27] (Burkholderia mallei).
- Melioidosis (Burkholderia pseudomallei)[28][29]
- Psitacosis (Chlamydia psittaci).
- Fiebre Q (Coxiella burnetii)[30]
- Ricina[31] toxina de Ricinus communis
- Abrina toxina de Abrus precatorius
- Staphylococcal enterotoxin B
- Tifus (Rickettsia prowazekii).
- Encefalitis (alphavirus)
- Amenazas al suministro de agua (por ejemplo, Vibrio cholerae,[32] Cryptosporidium parvum).

### Categoría C
Los agentes de categoría C con patógenos emergentes que pueden ser gestionados (Ingeniería genética) para diseminación en masa por su disponibilidad, facilidad de producción y diseminación, alto índice de mortalidad, o habilidad de causar un mayor impacto en la salud.
- Virus Nipah
- Hantavirus
- H1N1 una cepa de influenza
- VIH/sida
- Ébola
- COVID-19

## Planificación y Respuesta
Planificar puede involucrar el desarrollo de sistemas de identificación biológica. Hasta tiempos recientes en Estados Unidos, la mayor parte de estrategias de defensa biológica están enfocadas en proteger soldados en el campo de batalla, en lugar de fijar atención en la gente ordinaria de las ciudades. Recortes financiero han limitado la investigación de brotes de enfermedades. Algunos brotes, como el envenenamiento de comido por E. coli o Salmonella', pudieron ser de origen natural o intencional.

### Preparación
Los agentes biológicos son relativamente fáciles de obtener para los terroristas, y se están convirtiendo en una mayor amenaza para los Estados Unidos y el mundo. Los laboratorios están trabajando en sistemas avanzados de detección para proveer alertas, identificar las áreas contaminadas y las poblaciones en riesgo, y así facilitar las amenazas. En las grandes ciudades también se están estableciendo métodos para predecir el uso de agentes biológicos. No obstante, tecnologías forenses están trabajando en la identificación de agentes biológicos, sus origines geográficos y su fuente inicial. Los esfuerzos incluyen tecnologías para descontaminar sin causar daños adicionales al medio ambiente.
La detección temprana y respuesta inmediata al bioterrorismo depende de la cercana cooperación de las autoridades de Salud pública y refuerzos judiciales; de cualquier modo, dicha cooperación aún se encuentra escasa. Los bienes y vacunas de la detección nacional no sirven si los oficiales locales y de estado no tienen acceso a ellas.
Los aspectos de protección contra el terrorismo en los Estados Unidos incluye:
- Las estrategias de detección y resistencia en la lucha contra el terrorismo. Esto ocurre principalmente a través de los esfuerzos de la Oficina de Asuntos de la Salud, parte del Departamento de Seguridad Nacional, cuyo papel es prepararse para una situación emergente de impacto contra la salud de la población estadounidense. La detección tiene primariamente dos factores tecnológicos. Primero está el programa "BioWatch" en donde los dispositivos de colección son diseminados a treinta áreas de alto riesgo en el país para detectar la presencia de agentes biológicos en aerosol antes de que los síntomas se presenten en los pacientes.[34] Esto es importante sobre todo porque permite una respuesta más proactiva a un brote de la enfermedad, más que el tratamiento más pasiva del pasado.

- Implementación de sistemas de detección de la Generación-3. Este avance es significativo simplemente porque permite que las acciones puedan ser tomadas en un lapso de cuatro a seis horas, gracias a su sistema de respuesta automática, donde el sistema previo requiere que sus detectores de aerosol sean transportados a laboratorios manualmente.[34] Una forma en que esto pueda ser asegurado es a través del establecimiento de una preparación: programas como las Series de Ejercicio de Respuesta para Ántrax existen para asegurar esto, sin importar el incidente, todo el personal de emergencia estará enterado del papel que deben cubrir.[34] Además, proveyendo información y educación a los líderes públicos y servicios médicos de emergencia, se sugiere que puede ser significativamente disminuido el impacto de ataques bioterrorista.[34]

- Mejora de las capacidades tecnológicas de los primeros respondedores. Esto se cumple a través de numerosas estrategias. La primera de estas estrategias fue desarrollada por " Science and Technology Directorate" (Dirección de Ciencia y Tecnología) para asegurar que el peligro de polvos sospechosos pueda ser asedado debidamente (tantos agentes biológicos peligrosos como el ántrax existen en polvo blanco). Haciendo pruebas de precisión y la especificidad de los sistemas comercialmente disponibles usados por primeros respondedores, la esperanza esta en que todos los polvos dañinos puedan tornarse inefectivos.[35]

- Equipo mejorado para primeros respondedores. Un avance reciente es la comercialización de una nueva forma de armadura de Tyvex™ la cual protege a los primeros respondedores y pacientes de contaminantes químicos y biológicos. También se han presentados una nueva generación de aparatos de respiración autónoma, los cuales se han tornado más fuertes contra los agentes bioterroristas. Todas estas tecnologías combinadas forman lo que parece ser relativamente un frente fuerte contra el bioterrorismo. Como sea, Nueva York tiene un sin números de organizaciones y estrategias que efectivamente sirven para detener y responder a ataques bioterroristas. Desde aquí viene el lógico progreso del reino de estrategias específicas de Nueva York para prevenir ataques terroristas.[35]

- Proyecto BioShield. El acumulado de vacunas y tratamientos para potenciales amenazas biológicas, también conocidas como contramedidas, han sido un aspecto importante en la preparación para potenciales ataques bioterroristas; esto tomó la forma de un programa que empezó en el año 2004, llamado El Proyecto BioShield (Project Bioshield Act).[36] La importancia de este programa no debe ser visto con la percepción de querer engañar a la población haciéndola creer que hay suficientes vacunas para la viruela para inocular a todos los ciudadanos estadounidenses.[36] El departamento de defensa también tiene una variedad de laboratorios actualmente trabajando en el aumento de la calidad y eficacia de las contramedidas que comprenden las reservas nacionales.[37] Los esfuerzos también se han hecho con el fin de asegurar que estas contramedidas médicas son capaces de diseminar efectivamente en caso de un ataque bioterrorista. La Asociación Nacional de Cadena de Farmacias aclamaron esta causa apoyando la participación de sector privado, mejorando la distribución de dichas contramedidas si son requeridas.[37]

En una emisión de CNN en el 2011, el corresponsal médico, Dr. Sanjay Gupta, profundizó en las capacidades de Estados Unidos para enfrentar un ataque terrorista. Explica como aun cuando este país esta mejor preparado para enfrentar un ataque terrorista ahora que hace diez años, el dinero disponible para enfrentar un ataque terrorista ha disminuido en los últimos tres años. Obervando el reporte detallado del descenso en el presupuesto en los cincuenta y un estados de los Estados Unidos, Dr. Gupta dice que las ciudades no podrán distribuir las vacunas y tampoco podrán llevar la pista de los virus. Llevó a la luz la posibilidad de una pandemia similar a las que ocurren en las películas catastróficas.
Otra emisión de MSNBC en 2010 también hizo énfasis en la mala preparación que tiene Estados Unidos en caso de un ataque terrorista. La emisión declaró que un reporte bipartidario le dio a la administración de Obama un nivel bajo de capacidad de respuesta contra un ataque bioterrorista. La televisora invitó al antiguo comisario de Nueva York, Howard Safir, para explicar como el gobierno fallaría combatiendo un ataque bioterrorista. Dice: "Armas biológicas y quimícas son probables y relativamente fáciles de dispersar". Dice Safir que la eficiencia en la preparación contra un ataque bioterrorista no es necesariamente una cuestión monetaria, más bien es dependiente de poner los recursos en los lugares correctos. La emisión sugiere que el país no está listo para algo serio.

### Biomonitoreo
En 1999, el centro de Informática Biomédica de la Universidad de Pittsburgh desarrollaron el primer sistema automático para la detección de bioterrorismo, llamado RODS por sus siglas en inglés "Real-Time Outbreak Disease Surveillance" (Biomonitoreo de brote de enfermedades en tiempo real). RODS está diseñado para recolectar información de una gran cantidad de fuentes y los usa para realizar una detección de señales, para encontrar posibles casos de bioterrorismo lo más pronto posible. RODS y otros sistemas similares, recolectan información de datos clínicos, datos de laboratorios y datos de la venta de medicamentos y drogas. En el año 2000, Michael Wagner, el coordinador del laboratorio de RODS, y Ron Arye, un subcontratista, concibió la idea de obtener datos en vivo de fuentes "no-tradicionales" (Fuentes que no sean relacionadas con la salud). Los primeros esfuerzos de los laboratorios RODS finalmente conllevaron el establecimiento del Monitor Nacional Contador de Datos, un sistema que recoleta datos de 20,000 locaciones a través de los Estados Unidos.
El 5 de febrero de 2002, George W. Bush visitó los laboratorios RODS y usó su trabajo como modelo para una propuesta, con presupuesto de 300 millones de dólares, para equipar a los cincuenta estados con sistemas de biomonitoreo.
Los principios y prácticas de biomonitoreo, una nueva ciencia interdisciplinaria, fueron definidos y descritos en el "Manual del biomonitoreo" (originalmente en inglés: "Handbook of Biosurveillance"), editado por Michael Wagner, Andrew Moore y Ron Aryel. Se publicó en el 2006. El biomonitoreo es la ciencia de detección de brote de enfermedades en tiempo real. Es aplicable para epidemias naturales y causadas por el hombre.
Los datos que potencialmente pueden ayudar en una detección temprana de un caso de bioterrorismo incluyen muchas categorías. Información relacionada con la salud como la de sistemas computacionales de hospitales, laboratorios clínicos, sistemas electrónicos de registro de salud, sistemas de registro médico forense, llamadas al 911 y sistemas de registros médicos veterinarios pueden ser de ayuda; los investigadores también están considerando en usar datos generados por operaciones de ganadería y feedlot, procesadores de comida, sistemas de agua, registro de asistencia en escuelas y monitores fisiológicos, entre otros. Intuitivamente, uno supondría que los sistemas que recolectan más de un tipo de datos sean más útiles que aquellos sistemas con menos fuentes, siendo así que sean menores las posibilidades de activar una falsa alarma.
En Europa, el biomonitoreo de enfermedades está empezando a ser organizado en todo el continente para el rastreo de emergencias biológicas. El sistema no solo data personas infectadas, también intenta rastrear el origen de los brotes.
Los investigadores están experimentando con dispositivos para detectar la existencia de una amenaza:
- Pequeños Circuitos Integrados que contienen Neuronas vivas para prevenir la presencia de toxinas bacterianas.
- Tubos de Fibra óptica alineados con Anticuerpos unidos a moléculas emisoras de luz.

Investigaciones recientes revelan que Fotodiodos de avalancha ultravioleta ofrecen grandes ganancias, confiabilidad y robustez necesaria para detectar ántrax y otros agentes utilizados en el bioterrorismo, en el aire. Los métodos de fabricación y características de dispositivos fueron descritos en la 50.ª Conferencia de Materiales Electrónicos en Santa Bárbara el 25 de junio del 2008. Los detalles de los fotodiodos fueron también publicados el 14 de febrero del 2008 por la revista "Electronics Letters", y en noviembre del 2007 por la revista "Photonics Technology Letters".
El Departamento de Defensa de los Estados Unidos conduce a un biomonitoreo global a través de varios programas, incluyendo "Global Emerging Infections Surveillance and Response System" ("Sistema de Biomonitoreo Global para Enfermedades Emergentes y su Sistema de Respuesta").
Otra herramienta poderosa desarrollada en la Ciudad de Nueva York para contrarrestar el bioterrorismo es el desarrollo del "Sistemta Sindrómicos de Biomonitoreo de la Ciudad de Nueva York". Este sistema es esencialmente una manera de rastrear el progreso de enfermedades en Nueva York, y fue desarrollado por el Departamento de Salud e Higiene Mental de Nueva York(NYC DOHMH) a raíz de los ataques del 9/11. El sistema trabaja rastreando síntomas de aquellas personas que vayan a emergencias —basándose en la localización del hospital al cual se está llevando y su dirección de casa— y asesorando cualquier patrón en los síntomas. Estas normas establecidas pueden ser observadas por médicos epidemiólogos para determinar si hay algún brote de enfermedades en locaciones particulares; se pueden crear fácilmente mapas de frecuencia de enferemdades. Esto es una herramienta benéfica para pelear con el bioterrorismo mientras provea medios por los cuales estos ataques puedan ser descubiertos desde su nacimientos; asumiendo los ataques en resultado con síntomas similares entre la gente, esta estrategia permite a Nueva York responder inmediatamente a cualquier amenaza bioterrorista.

## Respuesta a ataques o amenazas bioterroristas
Las agencias del gobierno que responderían frente al bioterrorismo en caso ser necesario, incluirían apoyo de las leyes, descontaminación e unidades médicas de emergencia.
El ejército estadounidense tiene unidades especiales para actuar en caso de que sucediera un ataque bioterrorista; entre ellos se encuentra el Cuerpo de Marines de los Estados Unidos con su Fuerza en Caso Incidentes Químico biológicos y el Mando de Apoyo 20 del Ejército de los Estados Unidos, el cual puede detectar, identificar y neutralizar amenazas, así como descontaminar víctimas expuestas a los agentes del bioterrorismo.
Históricamente, los gobiernos y autoridades han confiado en las cuarentenas para proteger a su población. Cuerpos internacionales como la Organización Mundial de la Salud ya han invertido algunos recursos en el monitoreo de epidemias y han colaborado en las descontaminación de epidemias en la historia.
Los medios de información han puesto atención hacia las seriedad en el aumento de ataque biológicos desde 2013-2014. En julio del 2013, "Forbes" publicó un artículo con el título en inglés "Bioterrorism: A Dirty Little Threat With Huge Potential Consequences" ("Bioterrorismo: una pequeña amenaza con consecuencias de gran potencial"). En noviembre del 2013, "Fox News" reportó una nueva cepa de botulismo, diciendo que los centros para enfermedades lista el botulismo como uno de los dos agentes que tienen el mayor índice de mortalidad, además de no tener antídoto. "USA Today" reportó que el ejército estadounidense en noviembre estaba tratando de desarrollar una vacuna para las tropas de la bacteria que causa la Fiebre Q, la cual alguna vez la usaron como arma biológica. En febrero del 2014, el antiguo asistente especializado y director sénior para la política de biodefensa del Presidente George W. Bush, llamó al riesgo del bioterrorismo inminente e incierto y el congresista Bill Pascrell llamó al aumento de medidas federales contra el bioterrorismo como "cuestión de vida o muerte". El periódico "The New York Times" escribió una historia diciendo que los Estados Unidos gastaría 40 millones de dólares para ayudar a ciertos países con bajo presupuesto para tratar la amenazas del bioterrorismo y enfermedades infecciosas.

## Bioterrorismo en España
A raíz de los ataques terroristas ocurridos en la primera década del siglo XXI en España se crea la Red de Laboratorios de Alerta Biológica «RE-LAB», infraestructura científico-técnica compuesta por diferentes órganos, instituciones y laboratorios de referencia, en sus diferentes ámbitos de actuación, del territorio nacional, cuyo objeto es dar una respuesta rápida a situaciones de emergencia producidas por incidentes con agentes biológicos (agentes biológicos vivos y agentes de espectro medio – toxinas y biorreguladores).
La Red de Laboratorios de Alerta Biológica (RE-LAB), está regulada por la Orden PCI/1381/2018, de 18 de diciembre.
La RE-LAB desempeña sus funciones en el ámbito de la seguridad biológica, en especial en todo lo relacionado con la detección e identificación de agentes biológicos en las áreas de salud humana, sanidad ambiental, seguridad alimentaria, sanidad animal y sanidad vegetal. La gestión y dirección científico técnica de la RE-LAB corresponde al Instituto de Salud Carlos III. Actualmente está formada por 12 laboratorios de referencia con instalaciones de alta seguridad biológica y por un laboratorio colaborador:
- CIBIR. Centro de Investigación Biomédica de La Rioja.
- CISA INIA. Centro de Investigación en Sanidad Animal (CISA) Archivado el 28 de julio de 2020 en Wayback Machine.  del Instituto Nacional de Investigación y Tecnología Agraria y Alimentaria INIA.
- CNA AESAN. Centro Nacional de Alimentación (CNA) Archivado el 3 de julio de 2020 en Wayback Machine. de la Agencia española de seguridad alimentaria (AESAN)
- CNM ISCIII. Centro Nacional de Microbiología (CNM) del Instituto de Salud Carlos III.
- CNSA ISCIII. Centro Nacional de Sanidad Ambiental
- CReSA IRTA. Centre de Recerca en Sanitat Animal (CReSA) del Institut de Recerca i Tecnologia Agroalimentària (IRTA),
- IUETSPC ULL. Instituto Universitario de Enfermedades Tropicales y Salud Pública de Canarias Archivado el 6 de agosto de 2020 en Wayback Machine. de la Universidad de La Laguna.
- IVIA. Instituto Valenciano de Investigaciones Agrarias (IVIA).
- LABIR UME. Laboratorio de Identificación Rápida (LABIR) de la Unidad Militar de Emergencias (UME).
- LCV MAPA. Laboratorio Central de Veterinaria (LCV) del Ministerio de Agricultura, Pesca y Alimentación.
- NEIKER Tecnalia. NEIKER, Instituto Vasco de Investigación y Desarrollo Agrario perteneciente a la corporación Tecnalia.
- VISAVET UCM. Centro de Vigilancia Sanitaria Veterinaria (VISAVET) de la Universidad Complutense de Madrid (UCM).